# Dicranum nepalense
Dicranum nepalense là một loài rêu trong họ Dicranaceae. Loài này được Brid. Müll. Hal. mô tả khoa học đầu tiên năm 1848.